# アナトリー・キナフ

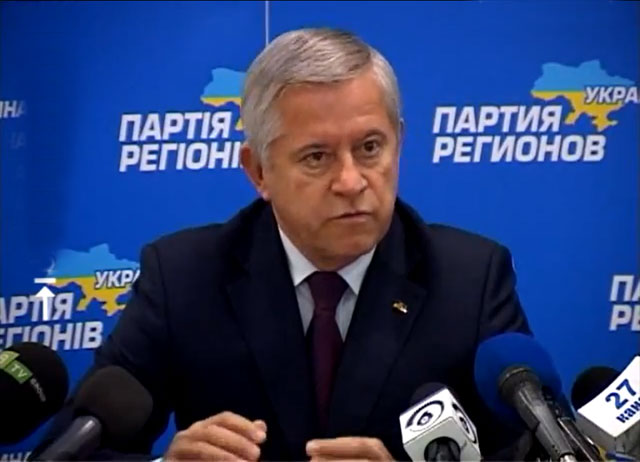
アナトリー・キナフ (2012)

アナトリー・クィルィロヴィチ・キナフ（ウクライナ語:Анато́лій Кири́лович Кі́нах, 1954年8月4日 - ）は、ウクライナの政治家、元首相。人民民主党党員。ウクライナ産業・企業家同盟総裁。

## 概要
専門学校卒業後、レニングラードの工場で働く。視力が悪かったため、軍には徴兵されていない。1978年から1981年まで現場主任。1981年から1990年まで、ニコラエフの「オケアン」造船所で主任、上級主任、配車係、生産課長として働く。
1989年、ソ連共産党員候補。1990年4月、キナフは、官製候補者に対する対抗馬として、「オケアン」工場の労働者により担ぎ上げられ、第12期ウクライナ最高会議人民代議員に選出された。12月、ウクライナ民主再生党を創設し、最高会議内で野党ブロック「ナロードナ・ラーダ」を形成した。1990年から1992年、最高会議では、経済改革問題委員会に入ったが、ウクライナ語を知らなかったため、一度も発言しなかった。
1992年2月、議員連合「ノヴァ・ウクライナ」に加入。3月23日、ニコラエフ州大統領代表に任命。7月18日、議員辞職。
1994年春、ニコラエフ州会議代議員に選出。6月26日、州会議議長に選出。
1995年7月3日、イェヴヘーン・マルチューク政権下で、産業政策問題担当副首相に任命。この頃、ウクライナ語を勉強し始め、間もなく自由に会話できるようになった。副首相としては、産業の監督の外、州行政府の活動の監査を指揮した。キナフの活動の成果として、ルダン州とヴィンニツァ州の知事が解任された。
1996年2月23～24日、中道勢力統一会議に参加し、この場で創設された人民民主党に入党した。2000年まで、人民民主党政治会議議員兼経済問題担当書記。
1996年5月末、マルチューク内閣は総辞職したが、キナフは、パーヴェル・ラザレンコ政権下で4ヶ月間副首相に留まった。9月21日、副首相から解任。
1997年初め、ウクライナ産業・企業家同盟総裁に選出。
1998年3月29日、第14期ウクライナ最高会議人民代議員に選出。1999年5月、人民民主党の会議において、レオニード・クチマの支持に賛成。
1999年8月、プストヴォイチェンコ政権下で第一副首相。キナフは、燃料・エネルギー複合体を監督し、減税の必要性について表明した。1999年11月14日のクチマ再選から12月22日までの間、第一副首相代行。12月22日に発足したユシチェンコ政権には入閣しなかった。
2000年12月、ウクライナ産業・企業家同盟名義で、人民民主党と政治ブロック形成に合意。2001年4月26日、ユシチェンコ内閣の不信任案と大統領弾劾手続開始問題の投票を欠席。
2001年5月22日、クチマは、キナフを首相に推薦し、5月29日、首相に任命。
2002年3月の最高会議選挙キャンペーン時、キナフは、「統一ウクライナのために」ブロックに入り、候補者リストの2番目に位置した。選挙キャンペーンでは、ロシアとの戦略的パートナーシップ、IMF、世界銀行、欧州銀行等の国際金融機構との協力を訴えた。

## パーソナル
モルダビアのエディネツ地区ブラトゥシャナ村出身。ウクライナ人。
妻帯（再婚）。妻のマリア・ウラジミーロヴナ（1960年 -）は、ウクライナ産業・企業家同盟の報道官。3女を有する。
レニングラード第6専門職業技術学校卒業。1972年にレニングラード造船大学に入学し、1978年に造船技師専攻で卒業した。
趣味は、音楽鑑賞（クラシック音楽、ビートルズ、ピンク・フロイド等）、釣り、水泳。読書（スタニスワフ・レム、レイ・ブラッドベリ、アイザック・アシモフ等のSF小説）。
キナフは、滅多に笑うことはなく、「ボタンを全部かけた男」、「ケースの中の男」等と呼ばれている。恐妻家であるとされ、ユシチェンコと共に揶揄の対象となっている。